# Gabriele Adani
Gabriele Angelo Adani (Zocca, 3 ottobre 1927 – Bologna, 13 luglio 1993) è stato un presbitero, giornalista e saggista italiano.

## Biografia
Entrò al seminario dei Frati minori e fu ordinato sacerdote nel 1951. Per completare i suoi studi si trasferì a Roma, dove ottenne la docenza in teologia pastorale.
Nel 1953 fondò l'Antoniano di Bologna insieme ai frati Ernesto Caroli, Berardo Rossi e Benedetto Dalmastri. In seguito padre Adani divenne giornalista della RAI e negli anni sessanta curò la rubrica radiofonica Un minuto per te. Quando l'Antoniano cominciò ad occuparsi anche di produzione televisiva, ebbe l'incarico di curare il settore radiotelevisivo e le pubbliche relazioni dell'Istituto.
Negli anni settanta intraprese l'attività di saggista e scrisse vari libri su temi religiosi.
Dopo la sua morte fu istituito il Premio giornalistico padre Gabriele Angelo Adani, organizzato dal Comune di Zocca in collaborazione con la Provincia di Modena e l'Antoniano, con il patrocinio dell'Ordine dei giornalisti dell'Emilia-Romagna.

## Opere
- Un minuto per te, Ed. Rusconi (1977)
- La più antica storia d'amore, Ed. Rusconi (1978)
- L'anima non è una nuvola, Ed. Rusconi (1979)
- Chiamami papà!, Ed. Dell'Angelo (1980)
- Perché la vita è bella, Ed. Rusconi (1982)
- Vita da frate, Ed. Rusconi (1984)
- Un minuto per te n. 2, Ed. Rusconi (1985)
- Ciao mamma, Ed. Rusconi (1987)
- Nessun giorno senza amore, Ed. Piemme (1988)
- Le due vite. Il libro delle tue radici e del tuo futuro, Ed. Piemme (1988)
- Brevi parole disse il Signore sulla terra, Ed. Piemme (1990)
- A Dio manchi solo tu, Ed. Piemme (1992)